# 南古镇 (民乐县)
南古镇，是中国甘肃省张掖市民乐县下辖的一个乡镇级行政单位。

## 行政区划
南古镇共辖以下地区：
城东村、城南村、岔家堡村、左卫村、马蹄村、彭刘村、闫城村、甘店村、周庄村、景会村、高郝村、柳谷村、东朱村、西朱村、田庄村、左卫营村、王庄村、杨坊村、何庄村、上花园村、下花园村、毛城村、克寨村、创业村、黑崖头村。